# Leon apaizaren eskarmentua
Leon apaizaren eskarmentua es un cortometraje dirigido por Pello Varela estrenado en 2011, basado en los cuentos populares vascos de Pernando Amezketarra. El cortometraje fue rodado en diferentes lugares de Araya, Zalduendo de Álava, Eguino e Ilarduya. 
Fue producido por el Gobierno Vasco y Bitart New Media, y ha sido seleccionado en el Festival de Cine de Lequeitio, en la XV edición del Festival de Cortometrajes Cortada de Vitoria y en la II edición del Festifal, festival de cortos de temática rural de Teruel.

## Sinopsis
León, cura de una iglesia de un pueblo de Labort, no admite faltas en las misas del domingo. A pesar de ello, una pareja del caserío Kukuma, Peru y Casilda, se resisten a las exigencias del párroco. A causa de las constantes amenazas del cura, Peru decide vengarse y escarmentar a León: le regala una flauta mágica que lo transtornará.  